# Егизбаев, Мухади
Мухади́ Егизба́ев (30 мая 1900, аул № 7, Каркаралинский уезд, Семипалатинская область, Степное генерал-губернаторство, Российская империя — 25 октября 1994, Каркаралинский район, Карагандинская область, Казахстан) — заведующий коневодческой фермой колхоза «Совет» Каркаралинского района Карагандинской, Казахская ССР. Герой Социалистического Труда (1949).

## Биография
Родился в 1900 году в крестьянской семье в ауле № 7 Каркаралинского уезда.
После получения начального образования трудился в личном сельском хозяйстве. Во время коллективизации в 1929 году вступил в местный колхоз. Трудился животноводом на ферме. С 1932 года — бригадир в этом же колхозе. Участвовал в Великой Отечественной войне с января 1943 года. Воевал в составе 749-го стрелкового полка 125-й стрелковой дивизии при обороне Ленинграда. В феврале 1943 года получил тяжёлое ранение. После излечения в госпитале был комиссован в августе 1943 года.
При возвращении на родину трудился охранником в колхозе «Совет» (позднее — совхоз имени Фрунзе) Каракаралинского района. В 1946 году назначен заведующим коневодческой фермой в этом же колхозе.
В 1948 году труженики фермы вырастили 82 жеребёнка от 82 кобыл. Указом Президиума Верховного Совета СССР от 27 августа 1949 года удостоен звания Героя Социалистического Труда за «получение высокой продуктивности животноводства в 1948 году» с вручением ордена Ленина и золотой медали «Серп и Молот» (№ 4150).
Этим же указом званием Героя Социалистического Труда был награждён старший чабан колхоза «Совет» Каркаралинского района Спан Искаков.
Неоднократно избирался депутатом сельского Совета депутатов трудящихся.
Трудился заведующим коневодческой фермой колхоза «Совет», который был реорганизован в совхоз имени Фрунзе, до выхода на пенсию в 1967 году.
С 1968 года — персональный пенсионер союзного значения. Проживал во Фрунзенском сельсовете Талдинского района (ныне — Каркаралинский район).
Умер 25 октября 1994 года.
Награды
- Герой Социалистического Труда
- Орден Ленина
- Орден Отечественной войны 2 степени (11.03.1985)
- Орден Славы 3 степени (06.08.1946)